# Moomin
Moomin (яп. ムーミン Му:мин) — японский аниме-сериал, выпущенный студиями Tokyo Movie Shinsha и Mushi Productions, впервые транслировался по телеканалу Fuji TV с 5 октября 1969 года по 27 декабря 1970 года. Сюжет сериала основан на сказках финской писательницы Туве Янссон о муми-троллях.

## Сюжет
Сюжет описывает приключения и житейские проблемы муми-троллей и их друзей. Сюжет представляет собой расширенную версию книжного, он также глубже и драматичнее. Персонажи больше похожи по характеру на самих себя из поздних работ Туве Янссон. Снорк здесь практически не участвует в приключениях, его действия, такие как нахождение золота, теперь отведены Снусмумрику. А постоянным спутником вместо Снорка становится Малышка Мю, которая постоянно подкидывает персонажам приключения.

## Роли озвучивали
- Кёко Кисида — Муми-тролль
- Рэйко Муто — Нинни
- Хитоси Такаги — Муми-папа
- Акико Такамура — Муми-мама
- Таитиро Хирокава — Снорк
- Дзюнко Хори — Мю
- Косэй Томита — Снифф
- Хироюки Нисимото — Снусмумрик
- Масаси Амэномори — Хемуль
- Коити Китамура — Хомса
- Тикао Оцука — Стинки
- Дзюмпэй Такигути — Морра
- Миёко Сёдзи — Мюмла
- Дзёдзи Янами — Ондатр
- Сатико Тидзимацу — Миса
- Ёсико Ямамото — Туу-тикки